# Saint-Laurent-les-Bains
Saint-Laurent-les-Bains era una comuna francesa situada en el departamento de Ardèche, de la región de Auvernia-Ródano-Alpes, que desde el 1 de enero de 2019 forma parte de la comuna de Saint-Laurent-les-Bains-Laval-d'Aurelle.

## Geografía
Está ubicada en el oeste del departamento, cerca de Lozère, a 40 km al oeste de Aubenas.

## Demografía
| 279 | 226 | 199 | 165 | 136 | 182 | 157 | 136 |
| Para los censos de 1962 a 1999 la población legal corresponde a la población sin duplicidades (Fuente: INSEE [Consultar]) |     |     |     |     |     |     |     |